# Aire d'attraction d'Aire-sur-l'Adour
L'aire d'attraction d'Aire-sur-l'Adour est un zonage d'étude défini par l'Insee pour caractériser l’influence de la commune d'Aire-sur-l'Adour sur les communes environnantes. Publiée en octobre 2020, elle se substitue à l'aire urbaine d'Aire-sur-l'Adour, qui comportait 4 communes dans le dernier zonage qui remontait à 2010.

## Définition
L'aire d'attraction d'une ville est composée d’un pôle, défini à partir de critères de population et d’emploi ainsi que d’une couronne constituée des communes dont au moins 15 % des actifs travaillent dans le pôle. Le pôle d’attraction constitue ainsi un point de convergence des déplacements domicile-travail,.

## Type et composition
L’aire d'attraction d'Aire-sur-l'Adour est une aire inter-régionale qui comporte 23 communes : 14 situées dans le Gers et 9 dans les Landes.
Elle est catégorisée dans les aires de moins de 50 000 habitants, une catégorie qui regroupe 16,5 % de la population de Nouvelle-Aquitaine et 12,2 % au niveau national.

### Carte

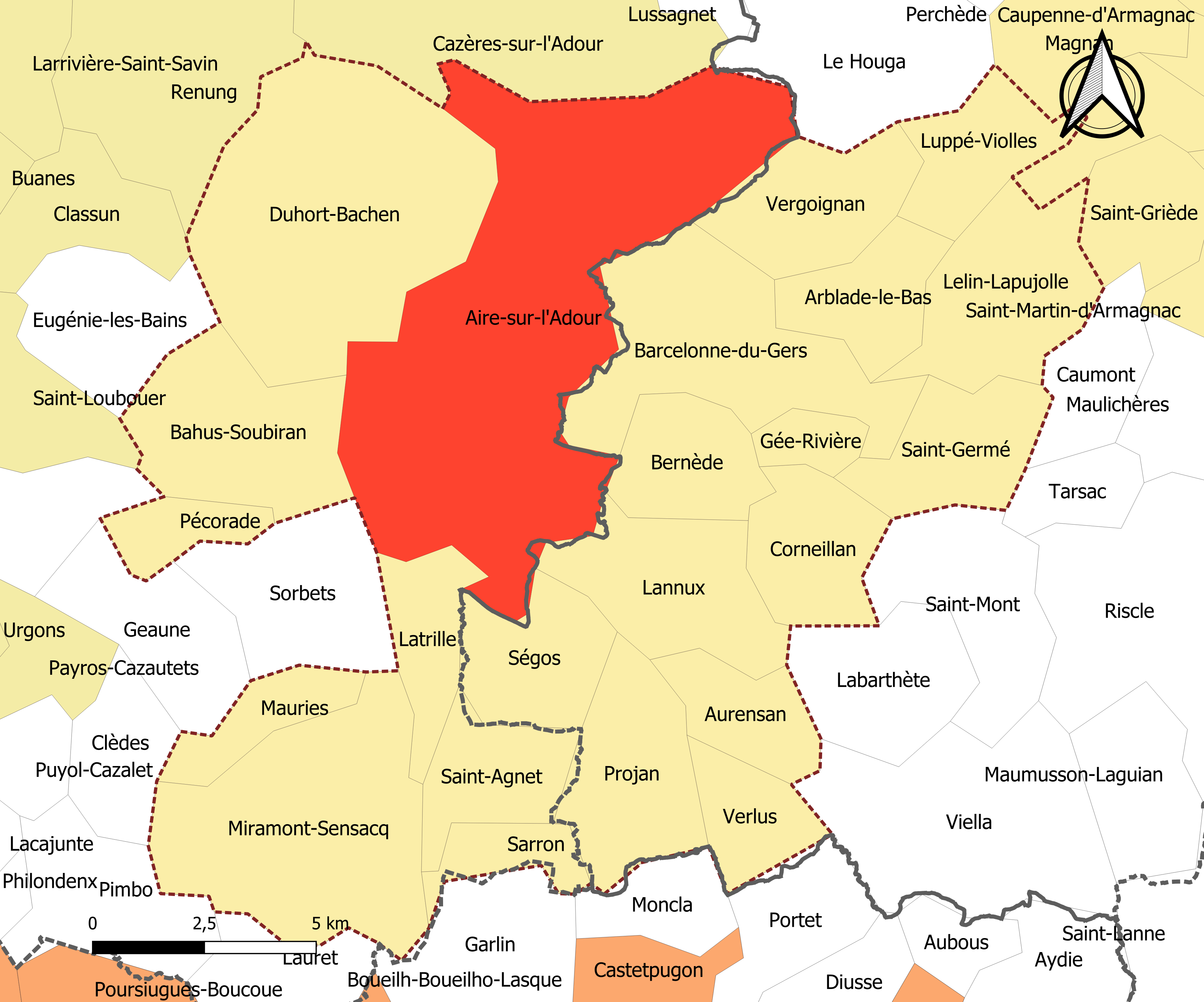
Carte de l'aire d'attraction d'Aire-sur-l'Adour.
Commune-centre
Commune de la couronne

### Composition communale
| Nom                               | Code Insee | Département | Statut                 | Superficie (km2) | Population (dernière pop. légale) | Densité (hab./km2) | Modifier                                    |
| --------------------------------- | ---------- | ----------- | ---------------------- | ---------------- | --------------------------------- | ------------------ | ------------------------------------------- |
| Aire-sur-l'Adour (commune-centre) | 40001      | Landes      | commune-centre         | 57,78            | 6 215 (2022)                      | 108                | modifier les données · modifier les données |
| Arblade-le-Bas                    | 32004      | Gers        | commune de la couronne | 7,67             | 131 (2022)                        | 17                 | modifier les données · modifier les données |
| Aurensan                          | 32017      | Gers        | commune de la couronne | 6,33             | 132 (2022)                        | 21                 | modifier les données · modifier les données |
| Barcelonne-du-Gers                | 32027      | Gers        | commune de la couronne | 20,29            | 1 378 (2022)                      | 68                 | modifier les données · modifier les données |
| Bernède                           | 32046      | Gers        | commune de la couronne | 8,18             | 186 (2022)                        | 23                 | modifier les données · modifier les données |
| Corneillan                        | 32108      | Gers        | commune de la couronne | 8,47             | 156 (2022)                        | 18                 | modifier les données · modifier les données |
| Gée-Rivière                       | 32145      | Gers        | commune de la couronne | 2,74             | 44 (2022)                         | 16                 | modifier les données · modifier les données |
| Lannux                            | 32192      | Gers        | commune de la couronne | 12,83            | 220 (2022)                        | 17                 | modifier les données · modifier les données |
| Lelin-Lapujolle                   | 32209      | Gers        | commune de la couronne | 13,56            | 276 (2022)                        | 20                 | modifier les données · modifier les données |
| Luppé-Violles                     | 32220      | Gers        | commune de la couronne | 7,57             | 132 (2022)                        | 17                 | modifier les données · modifier les données |
| Projan                            | 32333      | Gers        | commune de la couronne | 11,78            | 182 (2022)                        | 15                 | modifier les données · modifier les données |
| Saint-Germé                       | 32378      | Gers        | commune de la couronne | 9,55             | 509 (2022)                        | 53                 | modifier les données · modifier les données |
| Ségos                             | 32424      | Gers        | commune de la couronne | 8,67             | 248 (2022)                        | 29                 | modifier les données · modifier les données |
| Vergoignan                        | 32460      | Gers        | commune de la couronne | 10,44            | 316 (2022)                        | 30                 | modifier les données · modifier les données |
| Verlus                            | 32461      | Gers        | commune de la couronne | 6,19             | 122 (2022)                        | 20                 | modifier les données · modifier les données |
| Bahus-Soubiran                    | 40022      | Landes      | commune de la couronne | 14,53            | 393 (2022)                        | 27                 | modifier les données · modifier les données |
| Duhort-Bachen                     | 40091      | Landes      | commune de la couronne | 34,17            | 682 (2022)                        | 20                 | modifier les données · modifier les données |
| Latrille                          | 40146      | Landes      | commune de la couronne | 6,84             | 167 (2022)                        | 24                 | modifier les données · modifier les données |
| Mauries                           | 40174      | Landes      | commune de la couronne | 5,49             | 85 (2022)                         | 15                 | modifier les données · modifier les données |
| Miramont-Sensacq                  | 40185      | Landes      | commune de la couronne | 25,32            | 346 (2022)                        | 14                 | modifier les données · modifier les données |
| Pécorade                          | 40220      | Landes      | commune de la couronne | 4,17             | 135 (2022)                        | 32                 | modifier les données · modifier les données |
| Saint-Agnet                       | 40247      | Landes      | commune de la couronne | 7,80             | 181 (2022)                        | 23                 | modifier les données · modifier les données |
| Sarron                            | 40290      | Landes      | commune de la couronne | 3,90             | 105 (2022)                        | 27                 | modifier les données · modifier les données |